# 羅佩清
羅佩清，香港編劇，曾為無綫電視編劇及編審，現為電訊盈科媒體集團 旗下Studio VO擔任副創作總監，擅長但不限於創作以奇幻為題材的劇集。

## 簡歷
羅佩清曾就讀聖公會白約翰會督中學，畢業於香港中文大學心理學系。她在2007年加入無綫電視任職編劇，曾為《情逆三世緣》、《學警狙擊》、《華麗轉身》、《衝上雲霄II》等劇集編寫劇本，2016年升任編審，首部擔任編審的劇集是《降魔的》，該劇為2017年的無綫台慶劇之一，在播出後大獲好評。2019年，其擔任編審的奇幻劇集《金宵大廈》亦備受好評。2022年初從無綫電視離職，加入電訊盈科集團旗下Studio VO擔任副創作總監，與前上司杜之克合作。同年播出的《金宵大廈2》為其在無綫電視的告別作。

## 編審／編劇列表

### 電視劇（無綫電視）
- 2009年：《富貴門》編劇、《學警狙擊》編劇
- 2010年：《居家兵團》編劇、《五味人生》編劇
- 2011年：《魚躍在花見》編劇、《洪武三十二》編劇、《九江十二坊》編劇
- 2013年：《情逆三世緣》編劇、《衝上雲霄II》編劇
- 2015年：《華麗轉身》編劇
- 2017年：《降魔的》編審+編劇
- 2018年：《大帥哥》編審+編劇（與劉彩雲、李綺華合作）
- 2019年：《金宵大廈》編審+編劇
- 2020年：《降魔的2.0》編審+編劇
- 2020年：《使徒行者3》編審+編劇（與葉天成、黎倩儀合作）
- 2022年：《金宵大廈2》編審+編劇

### 電視劇（Studio VO）
- 2023年：《Food Buddies》編審+編劇
- 2025年：《老是常出現》編審+編劇

### 電影
- 2013年：《末日·派對》（合編）

## 獎項
| 年度 | 頒獎典禮               | 獎項               | 劇集       | 結果 |
| ---- | ---------------------- | ------------------ | ---------- | ---- |
| 2017 | 萬千星輝頒獎典禮2017   | 全球網民最喜愛劇集 | 《降魔的》 | 獲獎 |
| 2017 | 觀眾在民間電視大奬2017 | 民選最佳劇集       | 《降魔的》 | 獲獎 |
| 2017 | 觀眾在民間電視大奬2017 | 民選最佳劇本       | 《降魔的》 | 獲獎 |
| 2017 | 香港电视大奖2017       | 劇集獎             | 《降魔的》 | 獲獎 |
| 2017 | 香港电视大奖2017       | 製作獎、劇本獎     | 《降魔的》 | 獲獎 |

## 外部連結
- 降魔的．專訪
- 【金宵大廈】劇情要突破過《降魔的》　編審羅佩清：有曼德拉效應 （页面存档备份，存于）